# Herman Van Goethem
Herman Van Goethem (Mortsel, 20 december 1958) is een Belgisch historicus, jurist en hoogleraar. Van Goethem is vooral bekend om zijn boeken over de politieke geschiedenis van België en om zijn rol in museum Dossin Kazerne. Vanaf oktober 2016 t.e.m. augustus 2024 was Van Goethem rector van de Universiteit Antwerpen.

## Levensloop

### Afkomst en opleiding
Herman Van Goethem studeerde rechten aan de Universiteit Antwerpen (Ufsia en UIA) en geschiedenis aan de Universiteit Antwerpen (Ufsia) en aan de KU Leuven. Hij promoveerde in Antwerpen in 1987 tot doctor in de rechten. Hij is de kleinzoon van Antoon Van Goethem, VNV-oorlogsburgemeester in Burcht, die tijdens de bezetting in zijn gemeente medeverantwoordelijk was voor de deportatie van communisten en verzetslieden; na de oorlog werd hij bij verstek ter dood veroordeeld.
Herman Van Goethem is gehuwd met een dochter van Louis Meerts. Hij heeft een zoon.

### Academische loopbaan
Herman Van Goethem is gewoon hoogleraar politieke en institutionele geschiedenis aan de Universiteit Antwerpen. Sinds 2016 is hij rector van de Universiteit Antwerpen. In die hoedanigheid was hij ook in 2017-2019 voorzitter van de Vlaamse Interuniversitaire Raad (VLIR).
Van Goethem heeft zijn onderzoek hoofdzakelijk gericht op onderwerpen die betrekking hebben op de politieke geschiedenis van België in de 19de en 20ste eeuw, zoals:
- de taaltoestanden in het Vlaams-Belgisch gerecht, 1795-1935 (onderwerp van zijn doctoraal proefschrift);
- koning Leopold III en de koningskwestie;
- August De Schryver, zijn oorlogsdagboeken 1940-1942 en de Belgische ministers in Frankrijk en in Londen;
- de jezuïeten in Antwerpen;
- collaboratie binnen de lokale besturen in Europa tijdens de Duitse bezetting 1939-1945;
- de monarchie en het eventuele 'einde van België'.

Samen met Jan Velaers publiceerde Herman Van Goethem in 1994 een vernieuwend boek over de Belgische Koning Leopold III tijdens de Tweede Wereldoorlog (Leopold III. De Koning, het Land, de Oorlog, Tielt, Lannoo, 1994, 1264 p.). De basisstelling in dit boek luidt dat de koning verkoos in bezet België te blijven omdat hij hoopte op een onderhandelde Europese compromisvrede. Hij was daarbij bereid om een Duits overwicht te aanvaarden, in een België onder een Nieuwe Orde. 
Herman Van Goethem lag in 2008-2012 aan de basis van de uitbouw van een nieuw Holocaustmuseum in Mechelen, Kazerne Dossin - Memoriaal, museum en documentatiecentrum over Holocaust en Mensenrechten
In 2019 publiceerde Herman Van Goethem 1942. Het jaar van de stilte, een boek over de Jodenvervolging en de bestuurlijke collaboratie in Antwerpen tijdens de Tweede Wereldoorlog. Het is de neerslag van veertien jaar onderzoek. De analyse vertrekt vanuit de aanwezigheidspolitiek, zoals die werd vastgelegd in de Conventie van Den Haag in 1907.  Van Goethem ontwikkelt een micro-analyse in dagboekvorm, waarbij hij ook het verhaal van zijn eigen familie verwerkt. Tegelijk zoemt hij uit op de internationale ontwikkelingen. Volgens de auteur biedt het in 1940-1942 bestaande perspectief van een onderhandelde vrede en een spoedige afloop van de oorlog, een beter inzicht in de evolutie die zich in die jaren in bezet Europa afspeelde. Deze stelling sluit aan bij zijn eerder onderzoek over Leopold III en over de Belgische ministers in 1940-1944. 
De publicatie van 1942. Het jaar van de stilte verwekte veel ophef omdat voor het eerst duidelijk werd dat het stadsbestuur tijdens de bezetting actief had meegewerkt aan de voorbereiding van de Jodenrazzia's in de zomer van 1942. Dat geldt in het bijzonder voor oorlogsburgemeester Leo Delwaide, die na de oorlog weer in het stadsbestuur actief was geweest, onder meer als havenschepen. Kort na de publicatie van 1942. Het jaar van de stilte werd in de haven, op voorstel van Antwerps burgemeester Bart De Wever, de naam Delwaidedok veranderd in Bevrijdingsdok.
In 2023 werd Van Goethem in opvolging van de overleden Caroline Pauwels voorzitter van het Hannah Arendt Instituut. In 2025 werd hij in opvolging van Luc Martens voorzitter van erfgoedorganisatie FARO en in opvolging van Jan van den Nieuwenhuijzen voorzitter van de Associatie Universiteit & Hogescholen Antwerpen.

## Publicaties
- (samen met Jan Velaers,) Leopold III: de koning, het land, de oorlog, ISBN 90-209-2387-0 - Tielt: Lannoo, 1994
- (als editor,) Libertés, pluralisme et droit: une approche historique,  Société d'histoire du droit, actes du colloque d'Anvers (27-30 mai 1993), ISBN 2-8027-0726-4 - Bruxelles: Bruylant, 1995
- (als editor,) August de Schryver, Oorlogsdagboeken, 1940-1942, met een inleiding en commentaar over de Belgische ministers in Frankrijk en London, ISBN 90-209-2971-2 - Tielt: Lannoo, 1998
- Fotografie en realisme in de 19de eeuw, Antwerpen: de oudste foto's, 1847-1880, ISBN 90-5325-176-6 - Antwerpen: Pandora, 1999.
- Photography and realism in the 19th century: Antwerp, the oldest photographs, 1847-1880, ISBN 90-5325-226-6 - Antwerp: Petraco-Pandora, 1999
- (samen met Jan Velaers,) Leopold III, de koning, het land, de oorlog, ISBN 90-209-4643-9 - Tielt, Lannoo, 2001
- (als editor en co-auteur,) Antwerpen en de jezuïeten, 1562-2002, ISBN 90-9016122-8 - Antwerpen, UFSIA, 2002
- (als editor,) Gewoonte en recht, ISBN 90-6569-917-1 - Brussel: Koninklijke Vlaamse Academie van België voor Wetenschappen en Kunsten, 2002
- (samen met Bruno De Wever en Nico Wouters,) Local government in occupied Europe (1939-1945), ISBN 90-382-0892-8 - Gent: Academia Press, 2006
- De monarchie en het 'einde van België": een communautaire geschiedenis van Leopold I tot Albert II, ISBN 978-90-209-7826-1 - Tielt, Lannoo, 2008
- Belgium and the Monarchy: From National Independence to National Disintegration, ISBN 978-90-5487-698-4 - Brussel, UPA, 2010
- 1942. Het jaar van de stilte, ISBN 978-94-6310-373-2 - Antwerpen/Amsterdam, Polis&Cossee, 2019

Daarnaast verschenen talrijke artikels, congresreferaten en boekbesprekingen van zijn hand.

## Erkenning
- Van Goethem ontving de Provinciale Prijs voor Geschiedenis van de provincie Antwerpen (1994) voor zijn boek De taaltoestanden in het Vlaams-Belgische gerecht, 1795-1935.
- Het boek over Leopold III dat hij in 1994 samen met Jan Velaers schreef werd genomineerd voor de Gouden Uil (categorie non-fictie) en nadien ook bekroond met de Driejaarlijkse prijs Hubert Pierlot voor Geschiedenis.
- De monarchie en het einde van België werd in 2009 genomineerd voor de Prijs ABN-Amrobank voor non-fictie.
- In 2014 kreeg Herman Van Goethem de Loopbaanprijs voor Wetenschapscommunicatie van de Koninklijke Vlaamse Academie van België voor Wetenschappen en Kunsten.
- In 2019 werd het boek 1942. Het jaar van de stilte genomineerd voor de longlist van de BookSpot Literatuurprijs in de categorie non-fictie.[6]